# Луговое (Красногорский район)
Луговое — село в составе Новоталовского сельсовета Красногорского района Алтайского края.

## География
Село расположено на берегу реки Барда.

## История
Село Новая Барда основано в 1857 году, когда часть жителей села Старая Барда переселилась ближе к своим земельным наделам и заимкам.
В 1926 году состояло из 467 хозяйств. В национальном составе населения того периода преобладали русские. В административном отношении являлось центром Новобардинского сельсовета Старо-Бардинского района Бийского округа Сибирского края.
В 1961 году указом Президиума Верховного Совета РСФСР село Новая Барда переименовано в Луговое.

## Население
| 1926 | 1997 | 1998 | 1999 | 2000 | 2001 | 2002 | 2003 | 2004 |
| ---- | ---- | ---- | ---- | ---- | ---- | ---- | ---- | ---- |
| 2694 | ↘196 | ↘191 | ↘184 | ↘181 | ↘179 | ↘153 | ↗155 | ↘143 |
| 2005 | 2006 | 2007 | 2008 | 2009 | 2010 | 2011 | 2012 | 2013 |
| ↘135 | ↘130 | ↘119 | ↘112 | ↗120 | ↘77  | ↘76  | ↘72  | ↘70  |

Национальный состав
Согласно результатам переписи 2002 года, в национальной структуре населения русские составляли 97 %.

## Известные люди
В селе родилась долгожительница Пелагея Осиповна Закурдаева (1886—2005).